# Medina rubricosa
Medina rubricosa är en tvåvingeart som först beskrevs av Villeneuve 1913.  Medina rubricosa ingår i släktet Medina och familjen parasitflugor.
Artens utbredningsområde är Nigeria. Inga underarter finns listade i Catalogue of Life.